# アドリアーン・ファン・デ・フェルデ
アドリアーン・ファン・デ・フェルデ（Adriaen van de Velde, 1636年11月30日に洗礼 – 1672年1月21日に埋葬）は、オランダの画家で、動物や風景を描いた作品で知られている。

## 生涯
アムステルダムで生まれた。父親のウィレム・ファン・デ・フェルデ (父)は海洋画家で、兄のウィレム・ファン・デ・フェルデ (子)も海洋画家である。

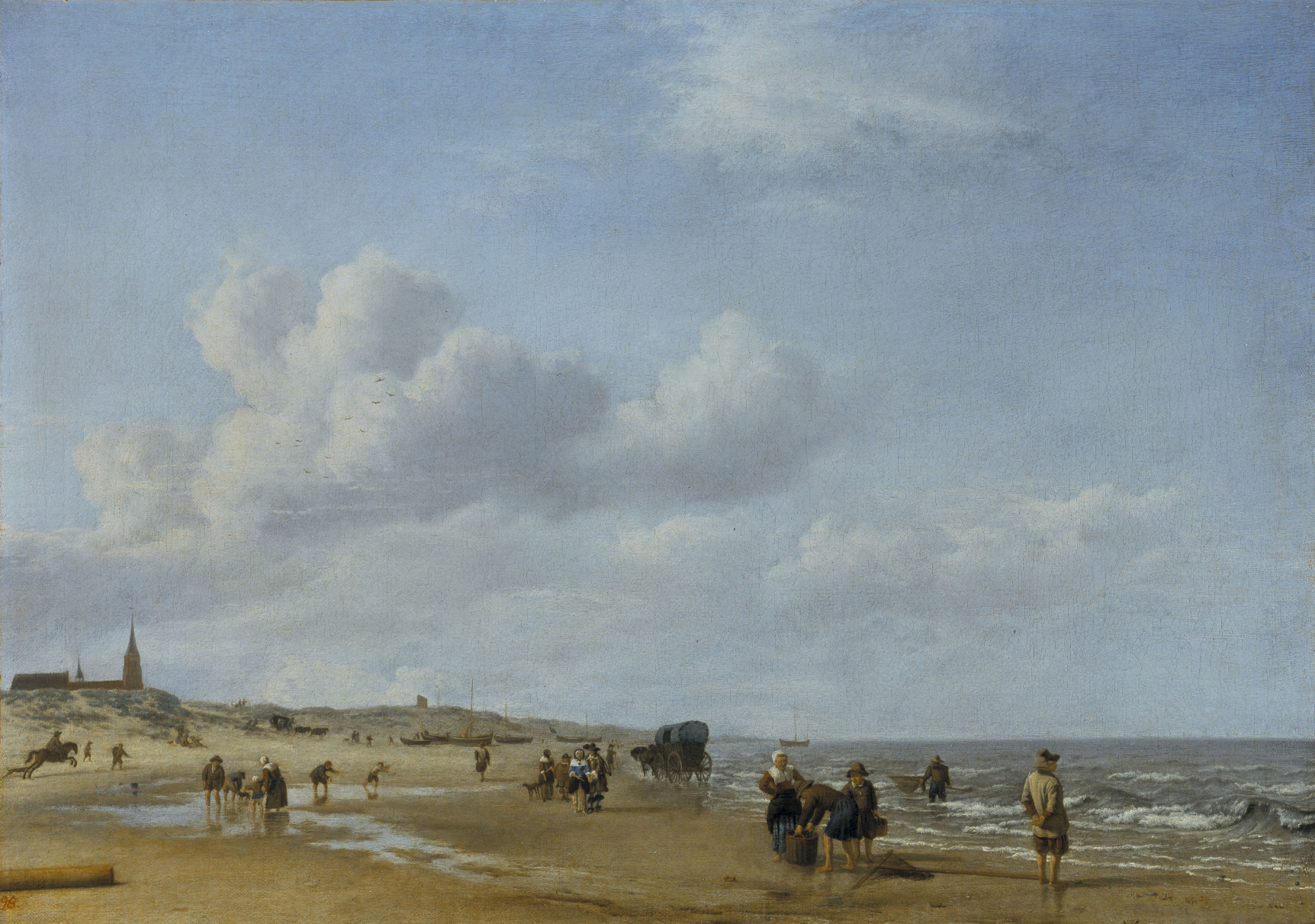
『スヘフェニンゲンの海岸』(1658)

アドリアーンは海洋画家になりたくなかったため、風景画家のヤン・ウェイナンツの工房に入った。彼はそこでフィリップス・ウーウェルマンと出会い、影響を受けたものと思われる。進歩が速かったアドリアーンはしばらくして師匠の風景画の中に人物を描きこむようになる。また、メインデルト・ホッベマ、ヤーコプ・ファン・ロイスダールなどの画家たちの作品にも協力するようになった。画家であり著述家の アルノルト・ホウブラーケンによると、アドリアーンはヤン・ファン・デル・ヘイデンとフレデリック・デ・ムーシェロンの作品に動物たちを描き加えている途中で亡くなったという。
アドリアーンの好んだ題材は開けた風景の中に羊や牛、山羊などがいるといったもので、精密に描かれている。また、スケートをする人々のいる冬の風景を描いた小さな作品が数点残っている。宗教的な題材を取り上げたこともある。

## 作品

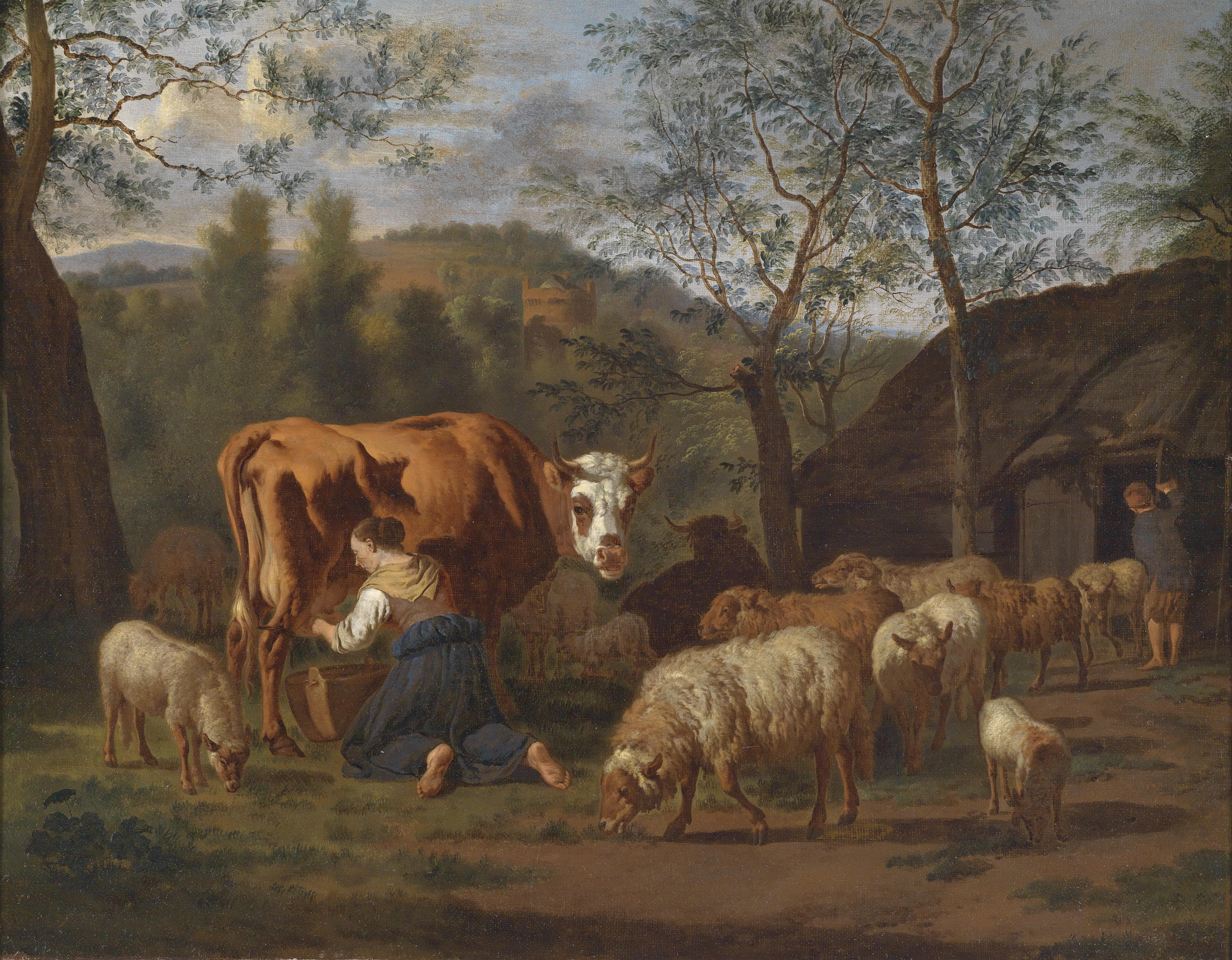
牛の乳を搾る農民(1662)、個人蔵
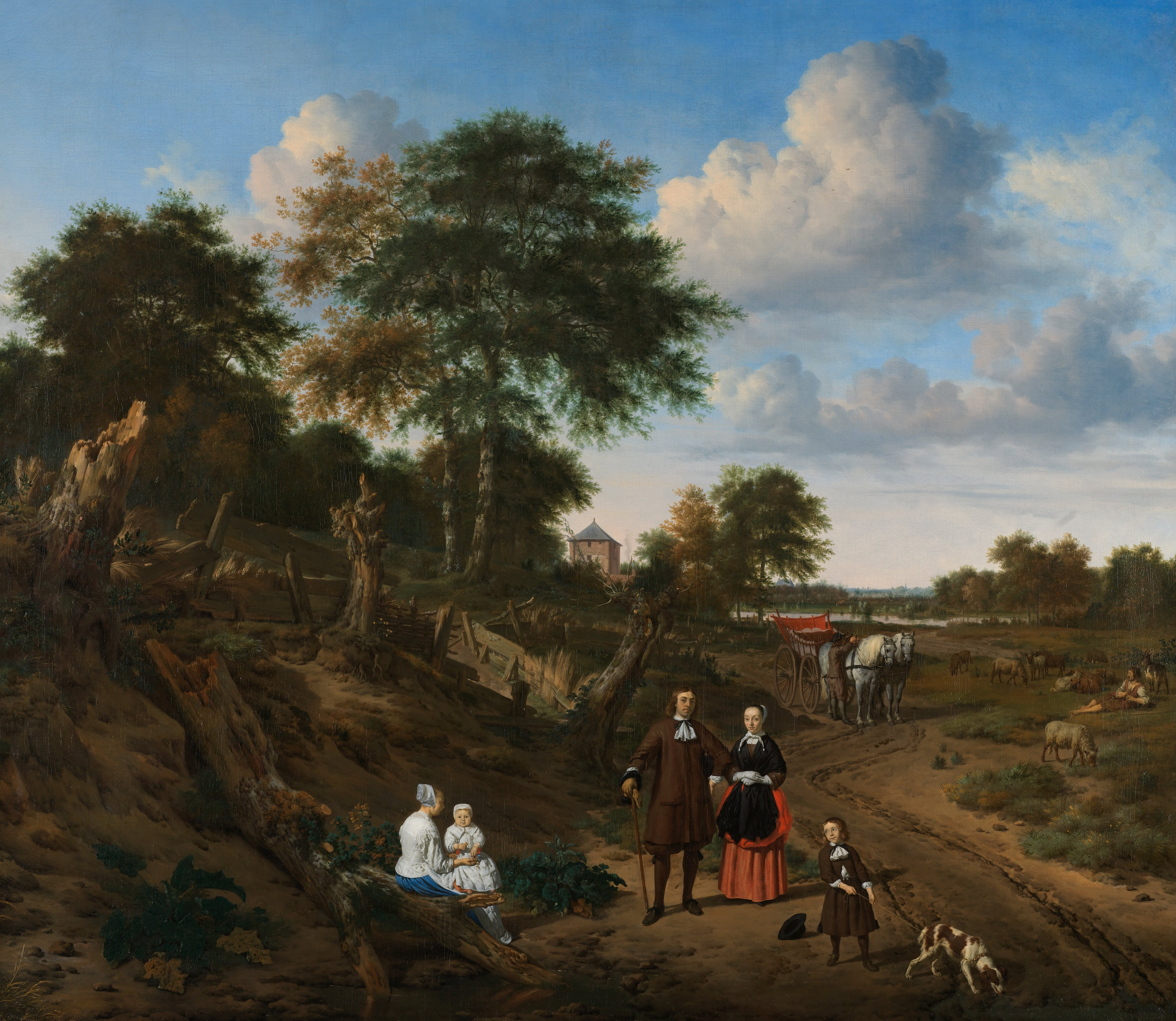
子供と看護婦をつれた夫婦(1667) アムステルダム国立美術館
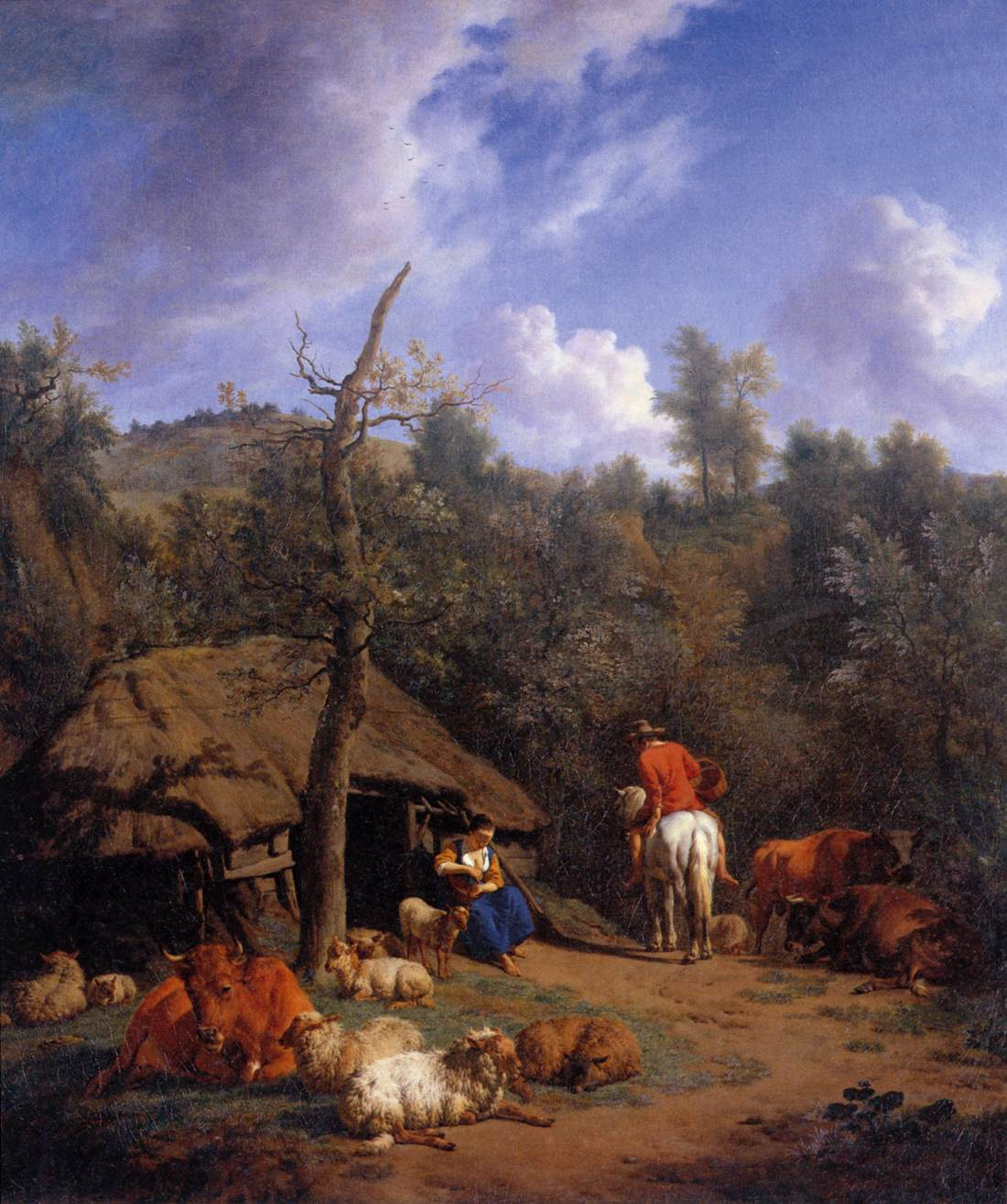
小屋(1671) アムステルダム国立美術館
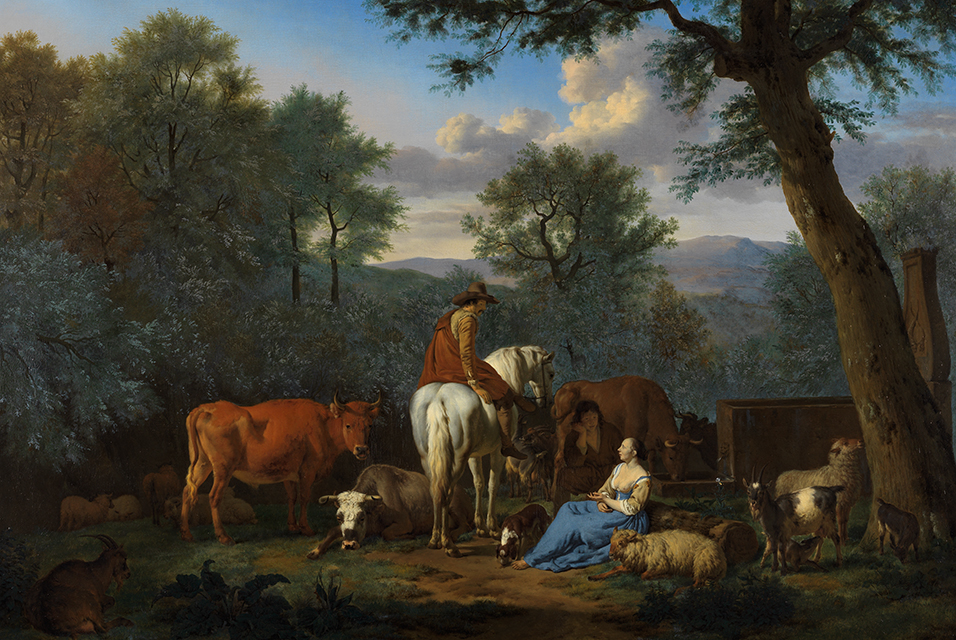
男女のいる風景(1664) フィッツウィリアム美術館

## 参照
1. ↑   Adriaan vanden Velde biography in De groote schouburgh der Nederlantsche konstschilders en schilderessen (1718) by Arnold Houbraken, courtesy of the w:Digital library for Dutch literature